# AD Ceuta
AD Ceuta – hiszpański klub piłkarski z siedzibą w mieście Ceuta, działający w latach 1996–2012. Domowe mecze rozgrywał na stadionie Estadio Alfonso Murube, który mógł pomieścić prawie 6,5 tys. widzów.

## Sezony
| Sezon   | Liga | Miejsce | Puchar Króla |
| ------- | ---- | ------- | ------------ |
| 1996/97 | 3ª   | 1.      |              |
| 1997/98 | 3ª   | 1.      |              |
| 1998/99 | 2ªB  | 7.      |              |
| 1999/00 | 2ªB  | 2.      |              |
| 2000/01 | 2ªB  | 4.      |              |
| 2001/02 | 2ªB  | 2.      |              |
| 2002/03 | 2ªB  | 7.      |              |
| 2003/04 | 2ªB  | 6.      |              |

| Sezon   | Liga | Miejsce | Puchar Króla |
| ------- | ---- | ------- | ------------ |
| 2004/05 | 2ªB  | 3.      |              |
| 2005/06 | 2ªB  | 10.     |              |
| 2006/07 | 2ªB  | 11.     |              |
| 2007/08 | 2ªB  | 3.      |              |
| 2008/09 | 2ªB  | 7.      |              |
| 2009/10 | 2ªB  | 5.      |              |
| 2010/11 | 2ªB  | 6.      | 1/32         |
| 2011/12 | 2ªB  | 14.     |              |

- 14 sezony w Segunda División B
- 2 sezonów w Tercera División